# Цветко Трайков
Цветко или Цвятко Трайков (изписване до 1945 година: Цвѣтко Трайковъ) е български революционер – анархист, участник в солунските атентати.

## Биография
Трайков е роден в Ресен, тогава в Османската империя. Става телохранител на Борис Сарафов. През 1903 година е около 40 – 50-годишен и е тежко болен от туберкулоза. Трайков като близък приятел на Йордан Попйорданов участва в атентатите в Солун. Следи валията Хасан Фехми паша, който обикаля града и уверява населението, че войската и административната власт ще успеят да се справят с установяването на реда и спокойствието на гражданите. Същия ден привечер на път за своята квартира в квартал Пиргите, файтонът на валията се натъква на Цветко Трайков, който замисля да изпълни смъртната му присъда, произнесена от групата. Но когато се опитва да се доближи до него, Трайков е усетен от охраната и е подгонен. Точно преди да бъде хванат, той успява да запали своята бомба и сяда върху нея, като се самовзривява пред погледите на войниците.